# Conrad el Vell
|  | Aquest article tracta sobre el duc de Turíngia. Si cerqueu el comte d'Argenau, d'Auxerre i París, vegeu «Conrad I de Borgonya». |

Conrad el Vell o l'Antic (? - 27 de febrer de 906) fou el duc de Turíngia des 892 fins a la seva mort. Va donar el nom a la família dels conradians i era fill d'Udo de Nèustria. Probablement la seva mare era una filla de Conrad I de Logenahe (832-860). Va ser comte del Oberlahngau (886), Hessengau (897), Gotzfeldgau (903), Wetterau (905), i Wormsgau (906). Va reunir tot Hessen sota el seu control polític i, per tant va llegar als seus hereus el que seria el ducat de Francònia.
Al principi de la seva carrera, Conrad va tenir un conflicte amb Enric i Adalbert de Babenberg de Francònia. La primera residència de Conrad va ser Friedeslar a Hessen. Era un comes (comte) i ministerialis d'Arnulf d'Alemanya el 891. El 892, el duc Popó II de Turíngia va ser deposat dels seus càrrecs i reemplaçat a Turíngia i la Marca Soraba per Conrad. Només va tenir el ducat breument abans de ser reemplaçat per Burcard. El motiu del seu nomenament probablement representa un canvi en la política d'Arnulf en favor del conradians i contra els Babenberg,. Però el breu pas de Conrad pot reflectir també la seva falta de suport a Turíngia o la manca de voluntat de la seva part per ser confinat allà.
Conrad va enviar el seu fill, més tard Conrad I d'Alemanya, en contra dels seus enemics, els germans Gerard i Matfrid, en 906. Ell mateix va morir en una batalla prop de Fritzl i va ser enterrat a l'església de Sant Martí a Weilburg. Va deixar una vídua anomenada Glismod o Glismuot, que va morir el 26 d'abril de 924 i va ser enterrada al seu costat. Glismod pot haver estat una parenta dels anteriors ducs de Turíngia (potser una filla de Thakhulf), donant així al seu marit un dret hereditari a Turíngia. Conrad va deixar tres fills: Conrad, Eberard i Otó, comte de Ruhrgau.